# William Pilkington, Baron Pilkington
William Henry „Harry“ Pilkington, Baron Pilkington DL (* 19. April 1905; † 22. Dezember 1983) war ein britischer Unternehmer, der 1968 als Life Peer aufgrund des Life Peerages Act 1958 Mitglied des House of Lords wurde.

## Leben
Pilkington stammte aus einer Familie, die 1826 das Glasherstellungs- und verarbeitungsunternehmen Pilkington gründete, das bis 1970 in Privatbesitz war. Als Mitglied der vierten Generation der Gründerfamilie wurde Harry Pilkington 1934 Mitglied des Exekutivvorstandes des Unternehmens, ehe er 1949 Vorstandsvorsitzender des Unternehmens wurde und diese Funktion bis zu seinem Rücktritt 1973 bekleidete. Während dieser Zeit wuchs der Vermögenswert des Unternehmens von 12,5 Millionen Pfund Sterling 1949 auf 206 Millionen Pfund Sterling 1973 aufgrund der Erfolge in der Floatglas-Produktion in den 1960er Jahren sowie der Aufstellung neuer Unternehmens- und Produktionsbereiche.
Zwischen 1960 und 1962 war er Vorsitzender des nach ihm benannten und von der Regierung von Premierminister Harold Macmillan eingesetzten Pilkington Committee zur Prüfung der Qualität des Radio- und Fernsehprogramms der British Broadcasting Corporation (BBC) und des kommerziellen Independent Television (ITV). Während das Programm der BBC in dem daraus resultierenden Pilkington-Report positiv bewertet wurde, kam es zu Kritik am Programm des ITV. 1966 wurde er Kanzler der neugegründeten Loughborough University of Technology und übte dieses Amt bis zu seiner Ablösung durch Arnold Alexander Hall 1980.
Pilkington wurde durch ein Letters Patent vom 18. Januar 1968 als Life Peer mit dem Titel Baron Pilkington, of St Helens in the County Palatine of Lancaster, Mitglied des House of Lords, dem er bis zu seinem Tod angehörte.
Nach seinem Rücktritt wurde Alastair Pilkington 1973 neuer Vorstandsvorsitzender der Pilkington Group Limited.